# Kawasaki Ki-64
Kawasaki Ki-64 (tên mã đồng minh: Rob) là một mẫu thử tiêm kích hạng nặng một chỗ của Nhật Bản.

## Tính năng kỹ chiến thuật (Ki-64)
Dữ liệu lấy từ Warplanes of the Second World War, Volume Three: Fighters; WW2 Aircraft Fact Files: Japanese Army Fighters, Part 1; Japanese Aircraft of the Pacific War
Đặc tính tổng quan
- Kíp lái: 1
- Chiều dài: 11 m (36 ft 1 in)
- Sải cánh: 13,5 m (44 ft 3 in)
- Chiều cao: 4,25 m (13 ft 11 in)
- Diện tích cánh: 28 m2 (300 foot vuông)
- Trọng lượng rỗng: 4.050 kg (8.929 lb)
- Trọng lượng có tải: 5.100 kg (11.244 lb)
- Động cơ: 1 × Kawasaki Ha-201 , 1.750 kW (2.350 hp)

Hiệu suất bay
- Vận tốc cực đại: 690 km/h (429 mph; 373 kn) trên độ cao 5.000 mét (16.000 ft)
- Tầm bay: 1.000 km (621 mi; 540 nmi)
- Trần bay: 12.000 m (39.370 ft)
- Thời gian lên độ cao: 5,5 phút lên độ cao 5.000 mét (16.000 ft)
- Tải trên cánh: 182,1 kg/m2 (37,3 lb/foot vuông)
- Công suất/khối lượng: 2,91 kg/kW (2,17 kg/hp; 4,78 lb/hp)

Vũ khí trang bị

- Súng: 4 × Pháo Ho-5 20 mm (0,79 in) hoặc 2 × Ho-5 và 2 × Súng máy Ho-103 12,7 mm (0,50 in)